# Eva Maria Klinger

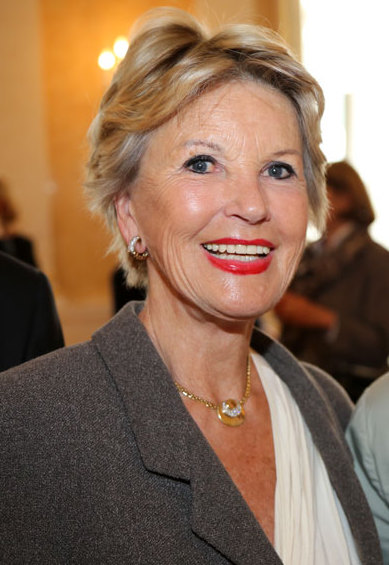
Eva Maria Klinger, 2013

Eva Maria Klinger (* 8. August 1944 in Wien, Österreich) ist Journalistin und Moderatorin.

## Leben und Wirken
Eva Maria Klinger studierte Theaterwissenschaft und Germanistik an der Universität Wien und promovierte 1970 mit der Arbeit Attila Hörbiger. Entwicklungsgang eines Charakterschauspielers. 1967 gewann sie einen Wettbewerb für TV-Sprecherinnen und war sodann als Fernseh- und ab 1984 auch als Radiomoderatorin beim ORF tätig.
Sie moderierte unter anderem die Sendung „Postfach 7000“, die ORF-Übertragung des Wiener Opernballs im Jahr 1981, „Achtung Kultur“ und „K1“ und Sendungen auf Ö1. Neben ihrer Tätigkeit beim Rundfunk betätigte sich Klinger auch als Sprecherin in Hörspielen für Kinder.
Nach ihrer Tätigkeit beim ORF, wo sie 2004 pensioniert wurde, schrieb Klinger bis 2008 in der Tageszeitung Wiener Zeitung, dann bis 2009 auf dem Portal nachtkritik.de Theaterkritiken. Ab 2010 war sie für das damalige Magazin Drama des Theaters in der Josefstadt tätig.
Seit 2005 war sie mehrmals Jurorin des österreichischen Theaterpreises Nestroy.

## Auszeichnungen
- 2006: Goldenes Verdienstzeichen des Landes Wien[3]

## Publikationen
- 2015: Nie am Ziel. Helmut Lohner: Die Biografie. Amalthea-Verlag, Wien 2015, ISBN 978-3-99050-022-4